# Tilburg Universiteit vasútállomás
Tilburg Universiteit vasútállomás vasútállomás Hollandiában, Tilburg városában.

## Vasútvonalak
Az állomást az alábbi vasútvonalak érintik:
- Breda–Eindhoven-vasútvonal

## Kapcsolódó állomások
A vasútállomáshoz az alábbi állomások vannak a legközelebb:
- Tilburg vasútállomás
- Tilburg Reeshof vasútállomás